# Power Integrations

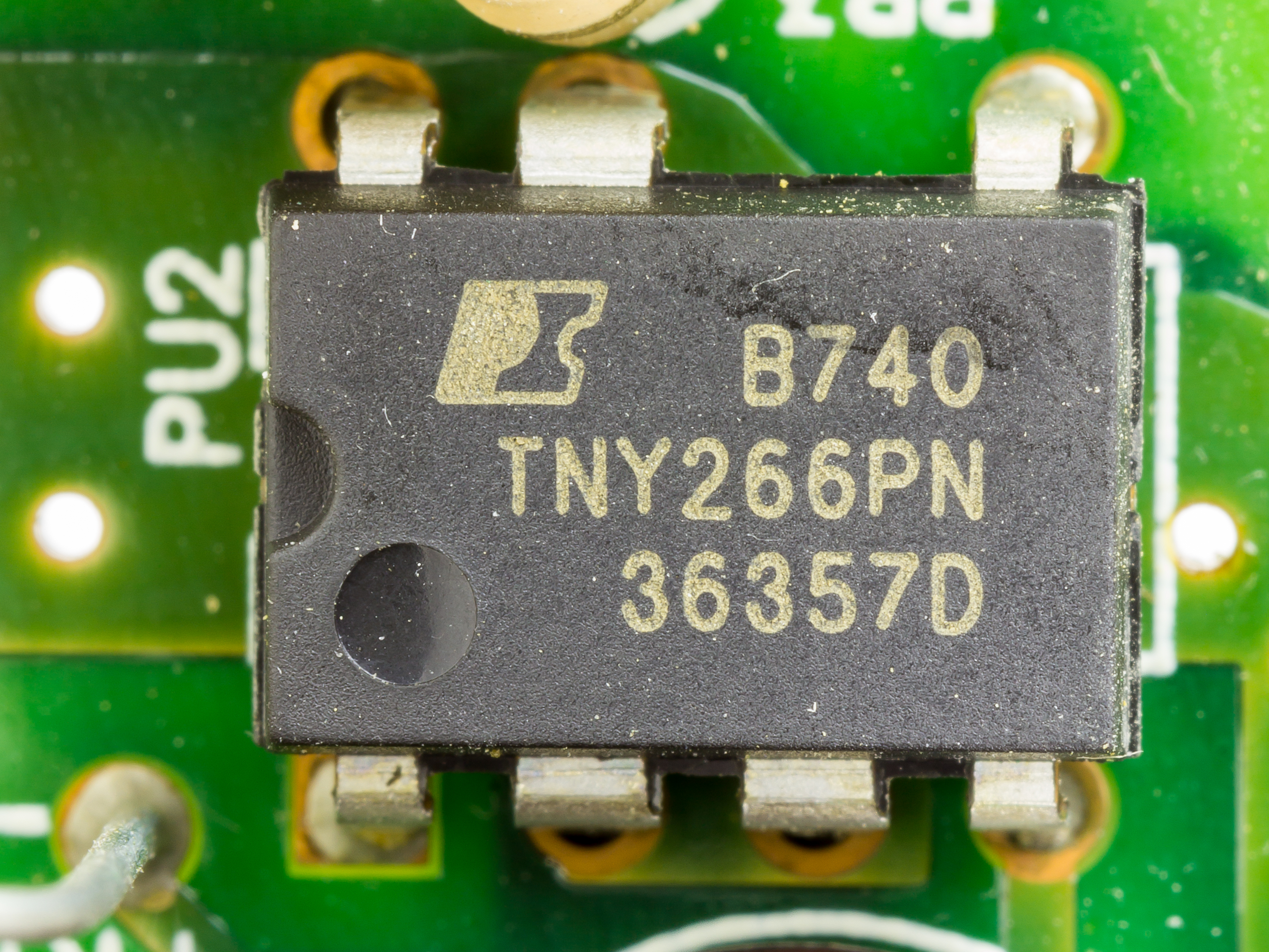
Fig.1 Exemple de CI de Power Integrations

Power Integrations (NASDAQ: POWI) és una empresa dels EUA del sector electrònica/semiconductors que dissenya i fabrica (no és fabless) dispositius de conversió de potència d'altes prestacions. Els seus productes són circuits integrats de conversió DC/DC i AC/DC per a dissenyar fonts d'alimentació per a tota mena de sector. Es va fundar el 1988 a San Jose, Califòrnia.

## Història
- 1988 – Power Integrations fundada per Klas Eklund, Art Fury i Steve Sharp.[4]
- 1994 – Primera família de productes TOPSwitch™.
- 1997 – Oferta inicial a NASDAQ per $4/acció.
- 1998 – Introdueixen la família TinySwitch™ amb eficiència energètica EcoSmart™.
- 1999 – TinySwitch™ rep el premi Discover Magazine per la innovació tecnològica.
- 2002 – Introdueixen la família LinkSwitch™.
- 2002 – Balu Balakrishnan relleva Howard Earhart com a CEO; ingressos anuals passen de $100 milions.
- 2003 – Seleccionades com una de les 20 empreses “sustainable stocks” per SustainableBusiness.com.
- 2005 – Estalvi energètic de tecnologia EcoSmart passa de $1 billió.
- 2006 – Reben el premi ENERGY STAR®.
- 2007 – S'afegeix a NASDAQ Clean Edge.
- 2008 – S'afegeix a The Cleantech Index.
- 2010 – Gran instal·lació solar a la central de San José.
- 2012 – Adquireix CT-Concept, proveïdor suís de drivers IGBT, per $116 milions.
- 2012 – Introdueix la família de productes LYTSwitch™ per aplicacions Led.
- 2014 – Introdueix la família de productes InnoSwitch™.
- 2015 – Adquireix Cambridge Semiconductor, subministrador anglès de xips AC-DC per fonts d'alimentació, per $23 milions.
- 2016 – Sobrepassa $100M en ingressos trimestrals per primer cop (Q3).

## Productes
| Família        | Característiques                                                                                       | Encapsulats                                              | Potència | Aplicacions                   |
| -------------- | --- | -------------------------------------------------------- | -------- | ----------------------------- |
| TOPSwitch      | MOSFET incorporat de 725V                                                                              | eSIP-7, SMD-8, SDIP-10, DIP-8 TO-220-7, eDIP-12, eSOP-12 | 0-200W   | Font Alimentació genèrica     |
| TinySwitch     | MOSFET incorporat de 725V                                                                              | SO-8, DIP-8, eSOP-12, SMD-8                              | 0-25W    | Font Alimentació genèrica     |
| LinkSwitch     | MOSFET incorporat de 725V                                                                              | SO-8, DIP-8, eSOP-12, SMD-8                              | 0-153W   | Font Alimentació genèrica     |
| LinkSwitch-XT2 | MOSFET incorporat de 900V                                                                              | SO-8, DIP-8, eSOP-12, SMD-8                              | 4-11W    | Aplicacions de 3 fases (480V) |
| LYTSwitch      | MOSFET incorporat de 725V                                                                              | SOIC8, DIP8, SOIC16, eSIP-7C                             | 0-78W    | Aplicacions LED               |
| InnoSwitch     | MOSFET incorporat de 900V Permet rectificació síncrona SSR : regulació a secundari Tecnologia FluxLink | eSOP-R16B                                                | 0-110W   | Font Alimentació genèrica     |

### Família TOPSwitch
| Subfamília | Referència            | Control  | Tensió | Freqüència | Potència (sense ventilació) |
| ---------- | --------------------- | -------- | ------ | ---------- | --------------------------- |
| -JX        | TOP2xxVG/KG           | OPTO-PWM | 725V   | 132 KHz    | 21-177W                     |
| -HX        | TOP2xx/PN/GN/MN/YN/EG | OPTO     | 700V   | 132 KHz    | 9-177W                      |

### Família TinySwitch
| Subfamília | Referència  | Control     | Tensió | Freqüència | Potència (sense ventilació) |
| ---------- | ----------- | ----------- | ------ | ---------- | --------------------------- |
| -4         | TNY2xxD/K/P | OPTO-ON/OFF | 725V   | 132 KHz    | 6-28W                       |
| -III       | TNY2xxP/G   | OPTO-ON/OFF | 700V   | 132 KHz    | 6-20W                       |

### Família LinkSwitch
| Subfamília | Referència   | Control     | Tensió   | Freqüència | Potència (sense ventilació) |
| ---------- | ------------ | ----------- | -------- | ---------- | --------------------------- |
| -3         | LNK64xxD     | PSR-ON/OFF  | 750V     | 85 KHz     | 3,5-7,5W                    |
| -3         | LNK64xxK     | PSR-ON/OFF  | 750V     | 85 KHz     | 8,5-10W                     |
| -3         | LNK64xxE     | PSR-ON/OFF  | 750V     | 85 KHz     | 10W                         |
| -4         | LNK4xxxE     | PSR-PWM     | 750V     | 65 KHz     | 5-18W                       |
| -CV        | LNK62xPG/DG  | PSR-ON/OFF  | 750V     | 85 KHz     | 6-10W                       |
| -HP        | LNK6xxxK/E/V | PSR         | 650-725V | 132 KHz    | 15-111W                     |
| -LP        | LNK56xD/P/G  | PSR-ON/OFF  | 700V     | 66-100 KHz | 1,9-3W                      |
| -XT        | LNK36xD/P/G  | OPTO-ON/OFF | 700V     | 132 KHz    | 2,8-5,5W                    |
| -XT2       | LNK369xP/G   | OPTO-ON/OFF | 900V     | 132 KHz    | 4-11W                       |
| -TN2       | LNK320xP/G/D | No aïllada  | 725V     | 66 KHz     | corrent (63-225 mA)         |

### Família LYTSwitch
| Subfamília | Referència | Control  | Tensió | Freqüència | Potència (sense ventilació) | Topologia                                   |
| ---------- | ---------- | -------- | ------ | ---------- | --------------------------- | ------------------------------------------- |
| -6         | LYT606x    | FluxLink | 725V   | 25-95 KHz  | 15-65W                      | Rectificació síncrona, mode Quasi-Ressonant |

### Família InnoSwitch
| Subfamília | Referència                                            | Control  | Tensió    | Corrent               | Freqüència | Potència (sense ventilació) | Topologia |
| ---------- | ----------------------------------------------------- | -------- | --------- | --------------------- | ---------- | --------------------------- | --- |
| -CH        | INN20x3K                                              | FluxLink | 650V      | 2A (fix)              | 100 KHz    | 15W                         | Rectificació síncrona, mode PWM                                                                                   |
| -CH        | INN20x4K                                              | FluxLink | 650V      | 2A (fix)              | 100 KHz    | 20W                         | Rectificació síncrona, mode PWM                                                                                   |
| -CH        | INN20x5K                                              | FluxLink | 650V      | 2A (fix)              | 100 KHz    | 25W                         | Rectificació síncrona, mode PWM                                                                                   |
| -CE        | INN21x3K                                              | FluxLink | 650V      | Ajustable             | 100 KHz    | 12W                         | Rectificació síncrona, mode PWM                                                                                   |
| -CE        | INN21x4K                                              | FluxLink | 650V      | Ajustable             | 100 KHz    | 15W                         | Rectificació síncrona, mode PWM                                                                                   |
| -CE        | INN21x5K                                              | FluxLink | 650V      | Ajustable             | 100 KHz    | 20W                         | Rectificació síncrona, mode PWM                                                                                   |
| -CP        | INN2214K                                              | FluxLink | 650V      | Ajustable             | 100 KHz    | 15W                         | Rectificació síncrona, mode PWM                                                                                   |
| -CP        | INN2215K                                              | FluxLink | 650V      | Ajustable             | 100 KHz    | 20W                         | Rectificació síncrona, mode PWM                                                                                   |
| -EP        | INN2603K                                              | FluxLink | 725V      | Ajustable             | 100 KHz    | 24W                         | Rectificació síncrona, mode PWM                                                                                   |
| -EP        | INN2604K                                              | FluxLink | 725V      | Ajustable             | 100 KHz    | 27W                         | Rectificació síncrona, mode PWM                                                                                   |
| -EP        | INN2605K                                              | FluxLink | 725V      | Ajustable             | 100 KHz    | 35W                         | Rectificació síncrona, mode PWM                                                                                   |
| -EP        | INN2904K                                              | FluxLink | 900V      | Ajustable             | 100 KHz    | 29W                         | Rectificació síncrona, mode PWM                                                                                   |
| 3-CE       | INN316xC-H1XX                                         | FluxLink | 650V      | Ajustable             | 25-95 KHz  | 10-55W                      | Rectificació síncrona, mode Quasi-Ressonant                                                                       |
| 3-CP       | INN326xC-H1XX                                         | FluxLink | 725V      | Ajustable             | 25-95 KHz  | 20-55W                      | Rectificació síncrona, mode Quasi-Ressonant                                                                       |
| 3-EP       | INN327xC-H1XX                                         | FluxLink | 725V      | Ajustable             | 25-95 KHz  | 12-40W                      | Rectificació síncrona, mode Quasi-Ressonant                                                                       |
| 3-Pro      | INNxx6xC INNxx7xC                                     | FluxLink | 650V 725V | Ajustable via bus I2C | 25-95 KHz  | 12-55W                      | Rectificació síncrona, mode Quasi-Ressonant                                                                       |
| 4-CZ       | INN4073C INN4074C INN4075C                            | FluxLink | 750V      | Ajustable             | 180 KHz    | -110W                       | Rectificació síncrona, mode Quasi-Ressonant, Tecnologia GaN, Circuit Snubber Actiu                                |
| 3-PD       | INN3865C INN3866C INN3867C INN3868C INN3869C INN3870C | FluxLink | 650-750V  | Ajustable             | 180 KHz    | -100W                       | USB-C PD integrat, Rectificació síncrona, mode Quasi-Ressonant, Tecnologia GaN, Circuit Snubber Actiu             |
| 3-AQ       | INN3947CQ INN3949CQ                                   | FluxLink | 40-1700V  | Ajustable             | 100 KHz    | -70W                        | Rectificació síncrona, mode Quasi-Ressonant, Tecnologia de Carbur de Silici, certificat per aplicacions Automòbil |
| 5-Pro      | INN5375F- INN5377F INN5475W- INN5496F                 | FluxLink | 750-900V  | Ajustable via bus I2C | 140 KHz    | 90W-200W                    | Rectificació síncrona, mode Quasi-Ressonant, Tecnologia GaN, mode ZVS                                             |